# Sombrero (film, 1953)
Sombrero est un film musical américain réalisé par Norman Foster, sorti en  1953.

## Fiche technique
- Titre : Sombrero
- Réalisation : Norman Foster
- Scénario : Josefina Niggli et Norman Foster d'après le roman Mexican Village de Josefina Niggli
- Production: Jack Cummings
- Société de production : MGM
- Directeur musical : Léo Arnaud
- Musique : Léo Arnaud et Geronimo Villavino
- Chorégraphie : José Greco et Hermes Pan
- Photographie : Ray June
- Montage : Cotton Warburton
- Direction artistique : Daniel B. Cathcart et Cedric Gibbons
- Décors de plateau : Fred M. MacLean et Edwin B. Willis
- Costumes : Helen Rose et Helen Scovil
- Effets spéciaux : Warren Newcombe
- Pays d'origine : États-Unis
- Genre : film musical
- Format : Couleurs (Technicolor) - Son : Mono (Western Electric Sound System)
- Durée : 103 minutes
- Date de sortie : 22 avril 1953 première à New York (USA)

## Distribution
- Ricardo Montalban : Pepe Gonzales
- Pier Angeli : Eufemia Calderon
- Vittorio Gassman : Alejandro Castillo
- Yvonne De Carlo : Maria
- Cyd Charisse : Lola de Torrano
- Rick Jason : Ruben
- Nina Foch : Elena Cantu
- Kurt Kasznar : Père Zacaya
- Walter Hampden : Don Carlos Castillo
- Thomas Gomez : Don Homero Calderon
- José Greco : Gitanillo de Torrano
- John Abbott : Don Daniel
- Andrés Soler : Little Doctor
- Fanny Schiller : Doña Fela
- Luz Alba : Rosaura
- Tito Novaro : Napoleon Lopez
- Alfonso Bedoya : Don Inocente
- Pilar Del Rey (non créditée) : une invitée de la fête